# Лишутино
Лишутино — деревня в Удомельском городском округе Тверской области.

## География
Деревня находится в северной части Тверской области на расстоянии приблизительно 20 км на северо-запад по прямой от железнодорожного вокзала города Удомля.

## История
Впервые упоминается в 1545 году. В 1859 году это владение помещицы капитан-лейтенантши Варвары Николаевны Пыжовой. Дворов (хозяйств) было 10 (1859 год), 17 (1886), 29 (1958), 12 (1986), 9 (2000). В советский период истории работали колхозы «Лишутино», «Прожектор» и совхоз «Прожектор». До 2015 года входила в состав Копачёвского сельского поселения до упразднения последнего. С 2015 года в составе Удомельского городского округа.

## Население
Численность населения: 80 человек (1859 год), 27 (1886), 77 (1958), 23(1986), 10 (русские 100 %) в 2002 году, 1 в 2010.